# Uraria

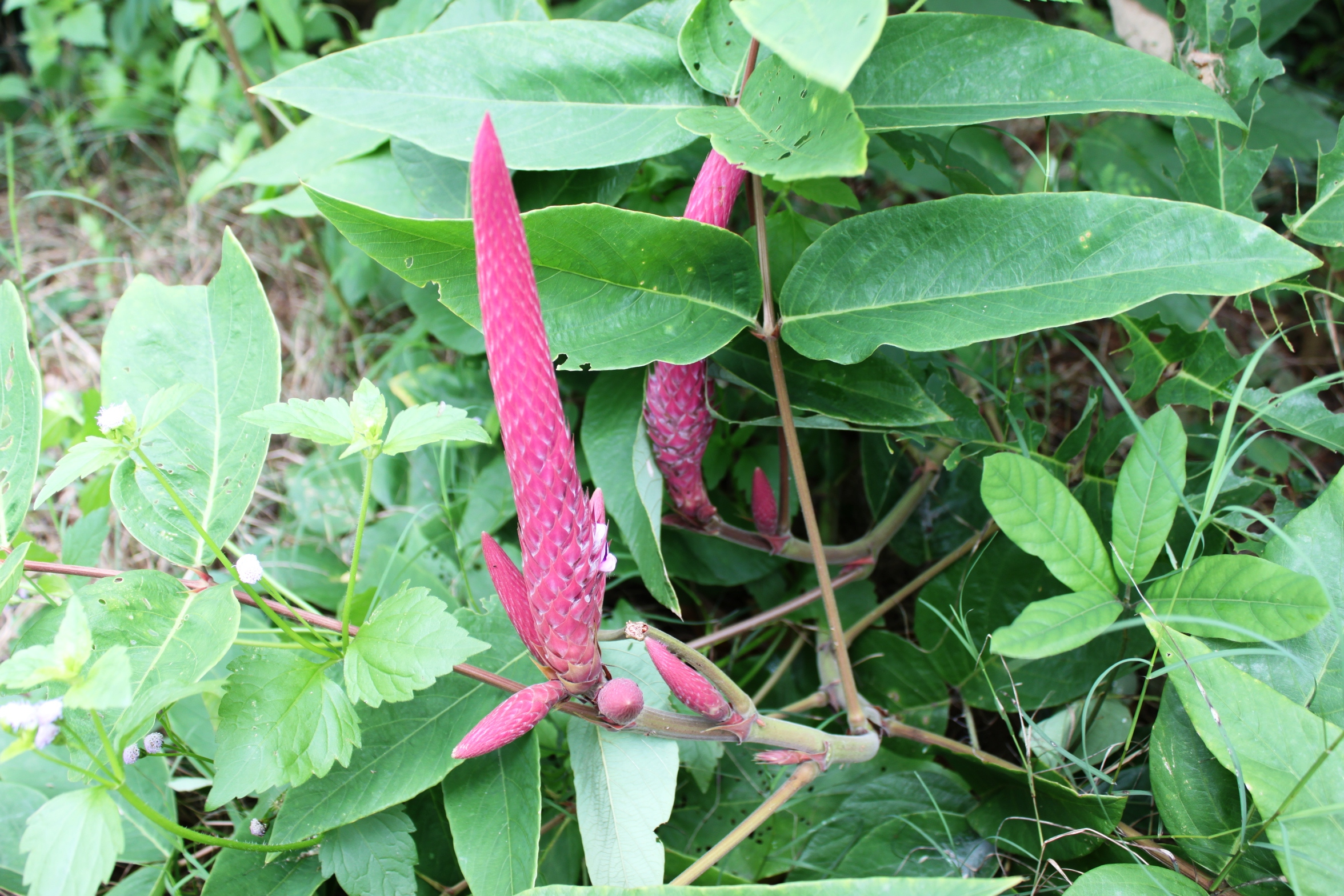
Nakvétající Uraria crinita

Uraria je rod rostlin z čeledi bobovité. Jsou to byliny až keře s bohatými květenstvími drobných květů a zpeřenými až jednolistými listy. Vyskytují se v Africe, Asii a Austrálii v počtu 20 druhů. Některé druhy mají využití v lokální medicíně.

## Popis
Zástupci rodu Uraria jsou polokeře, keře nebo vytrvalé byliny. Listy jsou lichozpeřené s 1 až 4 páry lístků, případně jednolisté. Na bázi řapíku i řapíčků postranních lístků jsou palisty. Květy jsou početné, drobné, v hustých květenstvích. Kalich je pětičetný, s dolními laloky delšími než horní. Pavéza je široce obvejčitá až okrouhlá, nehetnatá, s oušky. Křídla jsou připojena ke člunku. Tyčinek je 10 a jsou dvoubratré (9+1). Semeník je téměř přisedlý, se 2 až 10 vajíčky a zakřivenou čnělkou ukončenou hlavatou bliznou. Plody jsou drobné, nepukavé, rozpadavé na jednosemenné díly.

## Rozšíření
Rod Uraria zahrnuje 20 druhů. Je rozšířen v tropické Africe, Asii a Austrálii.

## Taxonomie
Rod Uraria je v taxonomii čeledi bobovité řazen do tribu Desmodieae.
Tomuto rodu je blízce příbuzný rod Urariopsis, zahrnující 2 druhy a rozšířený v tropické Asii, a někdy je s ním spojován.

## Význam
Kořeny Uraria picta jsou v čínské medicíně využívány k posílení jater a sleziny a jako sedativum. U. crinita k zastavení krvácení, snižování horečky a usnadnění odkašlávání. U. lagopodioides na otoky a také jako pesticid.  Některé druhy využívá také indická medicína, např. Uraria alopecuroides (na dermakofytózu), U. crinita (při průjmech, úplavici a zvětšených játrech a slezině), U. lagopodioides (při horečkách, zápalu plic a jako tonikum při rekonvalescenci) a U. picta (při alkoholismu, psychózách, kašli, bronchitidě aj.).
V tropických zemích je jako okrasná rostlina celkem zřídka pěstován druh Uraria crinita, vyznačující se velkými přímými klasovitými květenstvími růžových květů. Pochází z jižní Číny a jihovýchodní Asie.